# Jannik Petersen Bjerrum
Jannik Petersen Bjerrum, né le 26 décembre 1851 et mort le 2 juillet 1920, est un ophtalmologue danois originaire de Skærbæk Parish, dans le Jutland.

## Carrière
En 1876, il obtient son doctorat en médecine à l'Université de Copenhague et devient en 1879 assistant à la clinique ophtalmologique de Havnegade.
Jannik Petersen Bjerrum apporte des contributions à la recherche pathogénétique du glaucome et a mené des recherches approfondies impliquant la campimétrie. Il s'intéresse à la corrélation entre la perception visuelle de la forme et le pouvoir de résolution dans des régions localisées de la rétine. Il s'est particulièrement intéressé aux subtilités des 30° du centre du champ visuel, plutôt que sur la périmétrie standard privilégiée par beaucoup d'autres de ses contemporains.
À la suite de ses tests campimétriques, il découvre un petit scotome glaucomateux qui se fait connaître sous le nom de « scotome de Bjerrum », un défaut du champ visuel qui porte plusieurs autres noms, comme scotome faucille, scotome arqué ou scotome cimeterre. D'autres éponymes nommés d'après Bjerrum incluent :
- Écran tangent Bjerrum : écran utilisé pour évaluer les 30° du centre du champ visuel[2].
- Zone de Bjerrum : région arquée qui s'étend au-dessus et en dessous de la tache aveugle jusqu'entre 10° et 20° du point de fixation[3].

Après sa retraite en 1910, ses travaux en campimétrie sont poursuivis par son assistant, Henning Rønne,.
Jannik Petersen Bjerrum est le père du chimiste Niels Bjerrum et le frère de la physicienne Kirstine Meyer.